# Арета Кесаријски
Арета Кесаријски (грч. Αρεθας; око 861, Патрас - после 934) - византијски политички и црквени поглавар, архиепископ Кесарије у Кападокији од 902, аутор Тумачења Откровења, бројних схолија и писама.

## Биографија
О Аретином раном животу сачувано је мало података. На основу помена у једном његовом делу може се установити да је 934. године имао 73 године, односно Арета је рођен око 861. године. Такође се зна да је учио у школи патријарха Фотија.
Аретина делатност цветала је у време владавине цара Лава VI, чија је политика довела у питање достигнућа оснивача македонске династије. Никита Пафлагонац о том времену говори у својим списима: „Сада нема острва, града, земље у којој непријатељи не би изазвали пустош“. Последица је била тужна финансијска ситуација царства, пропаст народа и појачано финансијско угњетавање. Под овим условима, цар је имао много противника, међу којима су били патријарси Јевтимије и Никола Мистик. Да би по сопственом нахођењу руководио црквеним пословима, цар је на највише црквене положаје постављао световне људе, који су му често били пријатељи из младости из Фотијеве школе. Један од њих био је архиепископ Кесаријски Арета. У сукобу који се разбуктао око четвртог брака Лава VI, активно је учествовао, у почетку на страни патријарха Николаја Мистика, али је потом подржао цара.

## Зборник радова
Арета је написао коментаре на грчком о Апокалипси, позајмљујући значајно из дела свог претходника, Андреја Кесаријског. Ове схолије су први пут објављене 1535. године као додатак делима Икуменијуса. Немачки византиниста А. Ерхард склон је мишљењу да је он био аутор других коментара на Свето писмо.
Познати су и Аретини коментари Платона и Лукијана; чувени Платонов рукопис, пренет са Патмоса у Лондон (Кодекс Кларкианус), преписан је по Аретином налогу. Поседовао је и друге важне рукописе – дела Еуклида, реторичара Аристида и, могуће, Диона Хризостома. Велики број његових дела, садржаних у московском рукопису, још увек није објављен. Аретини списи садрже најраније познате цитате из Медитација Марка Аурелија.
Перу Арет такође поседује хомилије и памфлете, од којих је један, оптужујући Лава Хиросфакта за паганизам, преведен на руски.
Нису сачувани анакреонтски стихови архиепископа Арете посвећени патријарху Фотију, празнику обнове Нове Цркве у Цариграду итд.